# 贝亚德号铁甲舰
贝亚德号是一艘木铁混合外壳的铁甲舰，属于中央炮廓式战列舰，中法战争中担任法国海军孤拔的座舰。它在木壳上安装了装甲板，同时有着全套风帆具和汽轮机。